# 33979 Sunhaochun
33979 Sunhaochun este o planetă minoră (asteroid), cu un diametru de 3,338 km, din centura de asteroizi. A fost descoperită pe 7 iulie 2000 la Experimental Test Site⁠(d) de Lincoln Near-Earth Asteroid Research. 
Obiectul prezintă o orbită caracterizată de o semiaxă mare de 2,290338 UAi, o excentricitate de 0,16, o înclinație de 4,69303 ° în raport cu ecliptica.